# Benthos

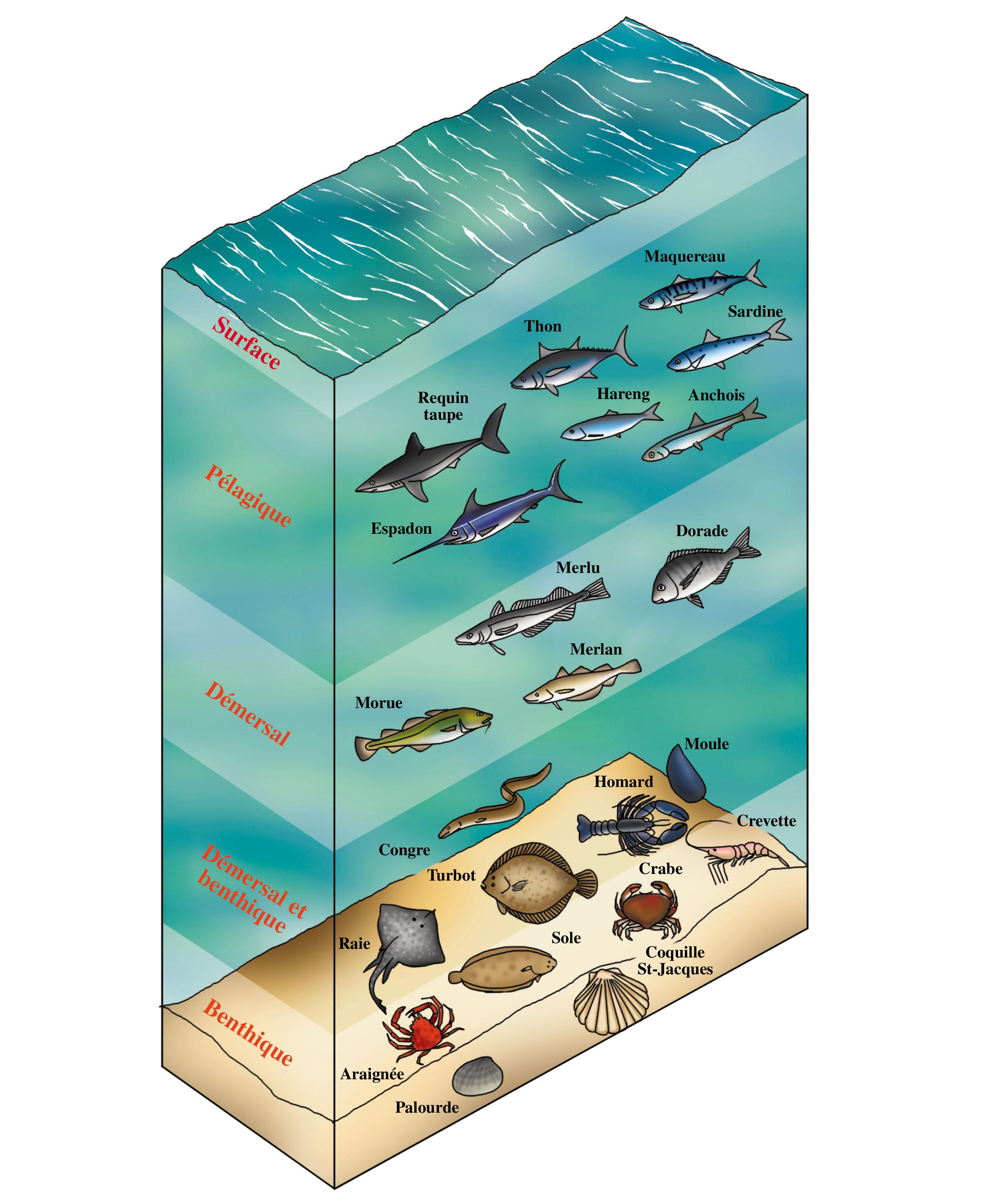
La colonne d'eau et ses différents étages d'espèces.

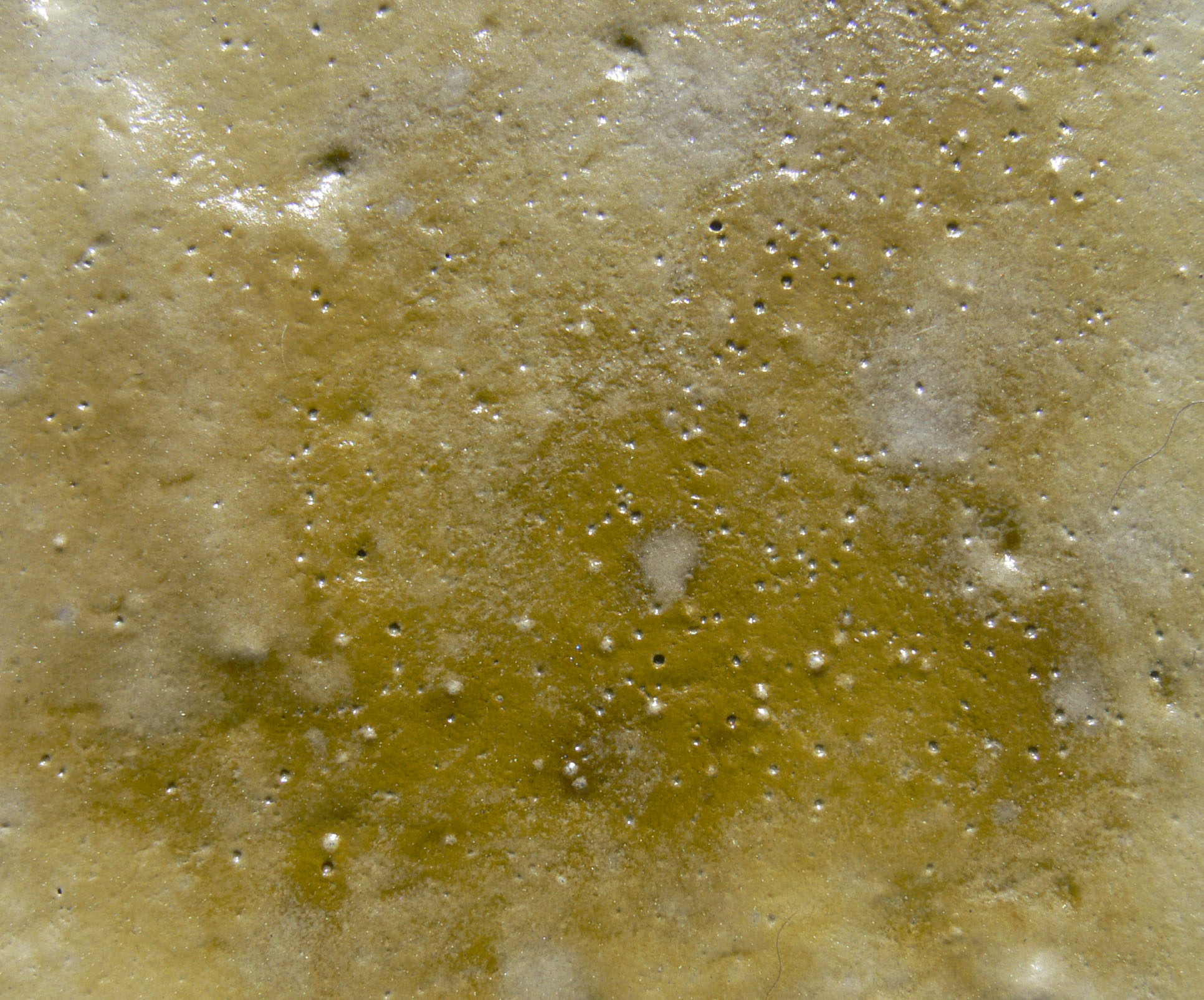
Microphytobenthos dont le développement se manifeste sous forme de tâches
brunâtres à la surface du sédiment.

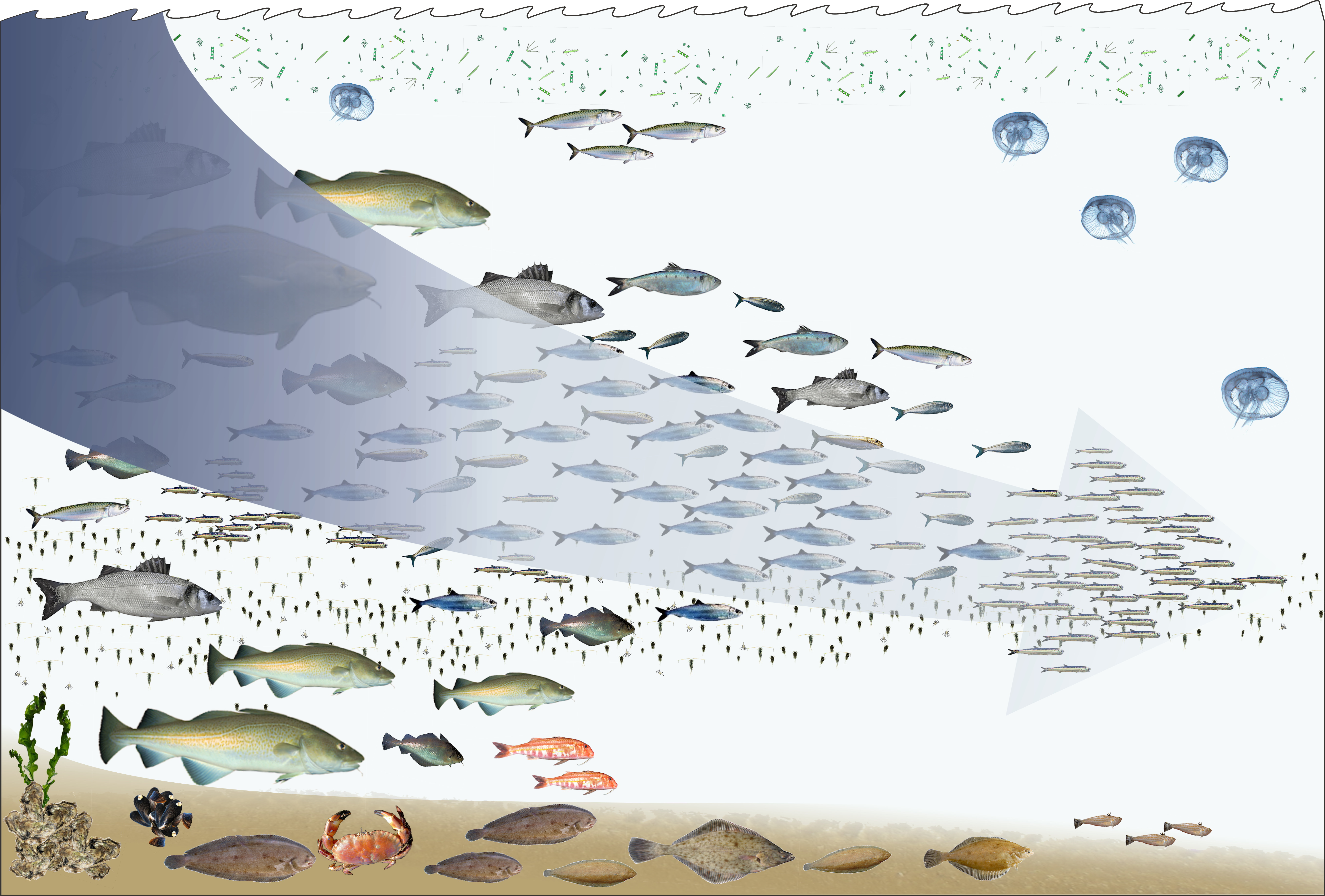
Représentation schématique du concept ' de l'halieute Daniel Pauly.

Le benthos (du grec ancien βένθος / bénthos, « profondeur ») est l'ensemble des organismes aquatiques (marins ou dulcicoles), appelés benthontes, vivant sur le fond des mers et océans, des lacs et cours d'eau. Par opposition, on parle de pélagos (constitué du plancton et du necton) pour désigner l'ensemble des organismes qui occupent la tranche d'eau supérieure, du fond à la surface.
L'adjectif benthique dérive de benthos et s'emploie pour préciser qu'une espèce vit au fond des eaux, soit à proximité du fond (organismes vagiles), soit directement sur le substratum (épibenthique), soit même dans celui-là (endobenthique), cette espèce pouvant être sessile (fixée) ou vagile (mobile).
Les écologues distinguent, selon la nature des organismes, le phytobenthos (flore aquatique, subdivisée en macrophytobenthos constitué d'algues et de phanérogames, et en microphytobenthos constitué de micro-algues) et le zoobenthos (faune aquatique subdivisé en plusieurs catégories : microbenthos, méiobenthos, macrobenthos et mégabenthos).

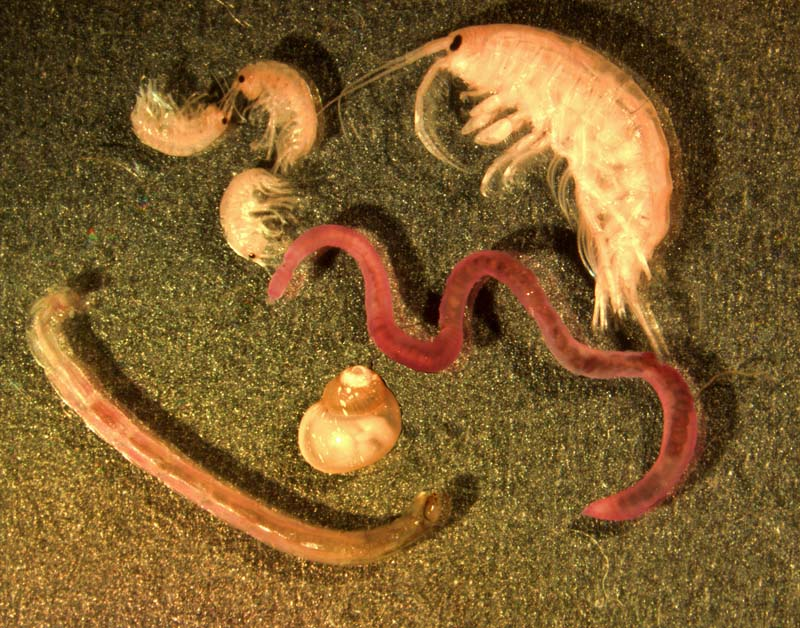
Exemples d'organismes benthiques.

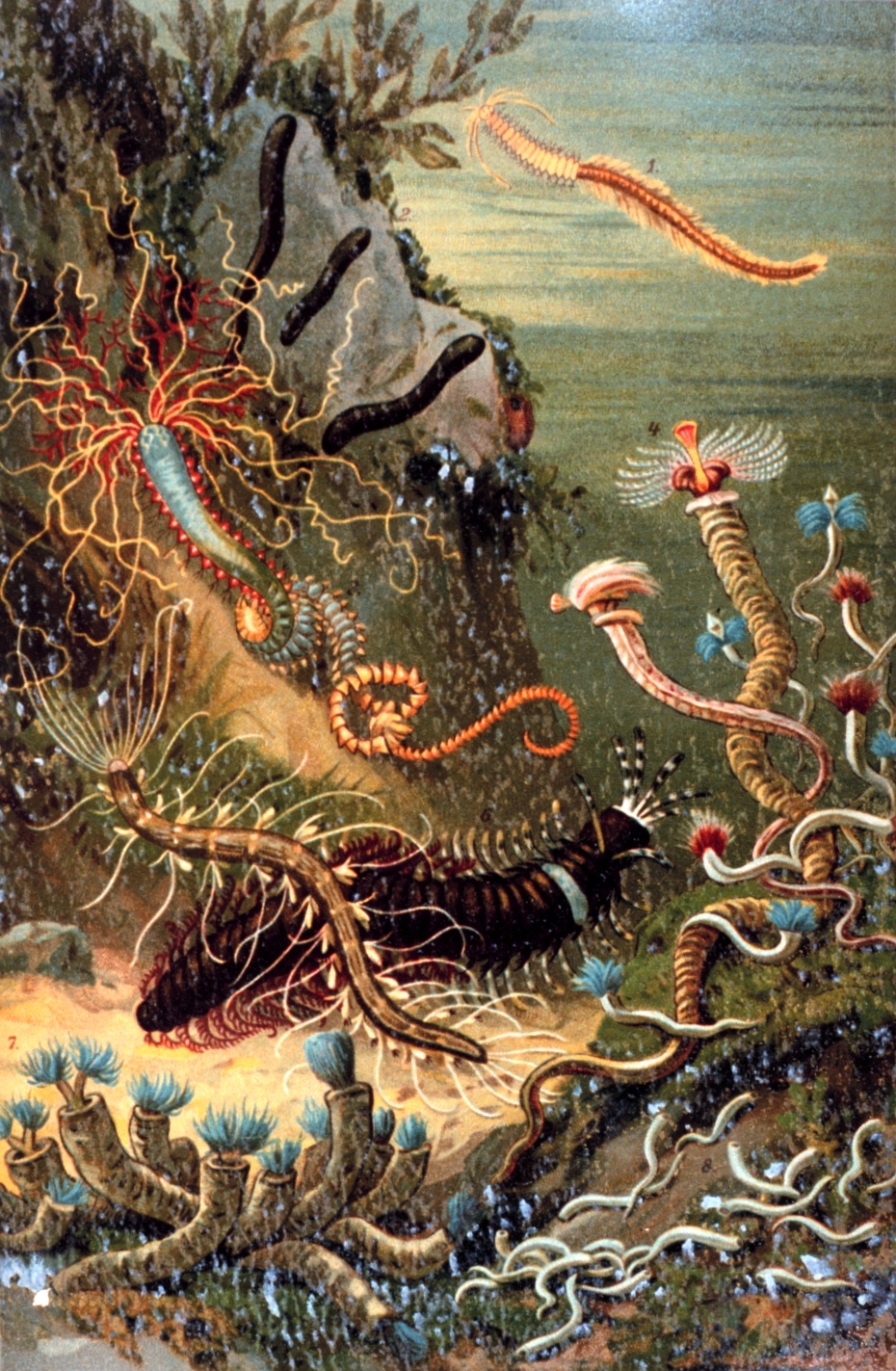
Quelques vers marins (Planche naturaliste tirée de Das Meer de Matthias Jakob Schleiden (1804–1881)).

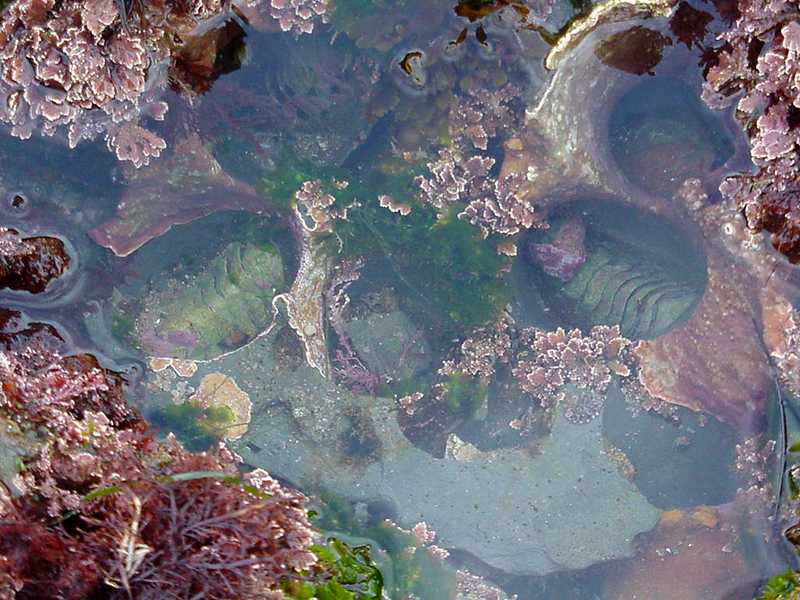
Marelle littorale (marée basse) avec divers organismes benthiques fixés et deux chitons.

## Vie benthique et nature du substrat
Suivant la nature du substrat (sable, vase, roche compacte), le mode de vie des animaux va être :
- épibenthique libre (mobile, vagile) ;
- épibenthique fixé au substratum ;
- endobenthique (organisme fouisseur).

## Vie benthique et profondeur
La notion de benthos est indépendante de la profondeur. La vie benthique existe aux différentes profondeurs où se trouve le fond des océans. On peut distinguer quatre zones principales :
- la zone littorale (supratidale, intertidale, infratidale, circatidale) qui correspond à la zone photique, jusqu'à 20 ou 50 m de profondeur, et où la pénétration de la lumière permet l'existence d'une production primaire (algues, phanérogames) ;
- la zone bathyale ;
- la zone abyssale ;
- la zone hadale.

## Taille des organismes benthiques
En fonction de leur taille, de leur poids et de leur vitesse de reproduction, la biologiste marine Molly F. Mare (en) a proposé en 1942 une classification des benthontes qui les regroupe en trois catégories :
- le macrobenthos, de taille supérieure à 1 mm ;
- le meiobenthos, de taille comprise entre 1 mm et 63 µm (0,063 mm) ;
- le microbenthos, de taille inférieure à 63 µm.

La littérature scientifique fait apparaître depuis le début du XXIe siècle une nouvelle terminologie : le mégabenthos qui comprend des organismes de taille supérieure à 50 mm.

### Macrobenthos
Le macrobenthos comprend les espèces les plus grandes et visibles (de plus de 1 mm de longueur). On y compte par exemple les vers polychètes, les coquillages bivalves, les échinodermes, les anémones de mer, les coraux, les éponges, les ascidies, les turbellariés et les plus grands des crustacés dont les crabes, langoustes, homards, araignées de mer, requin du Groenland (de 2,50 à 7,30 m), etc.

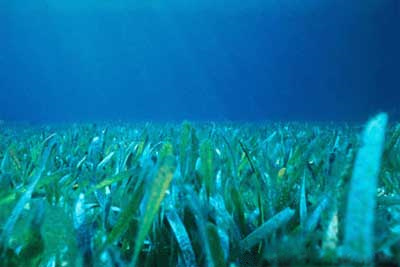
Herbier marin (zone littorale - Floride).
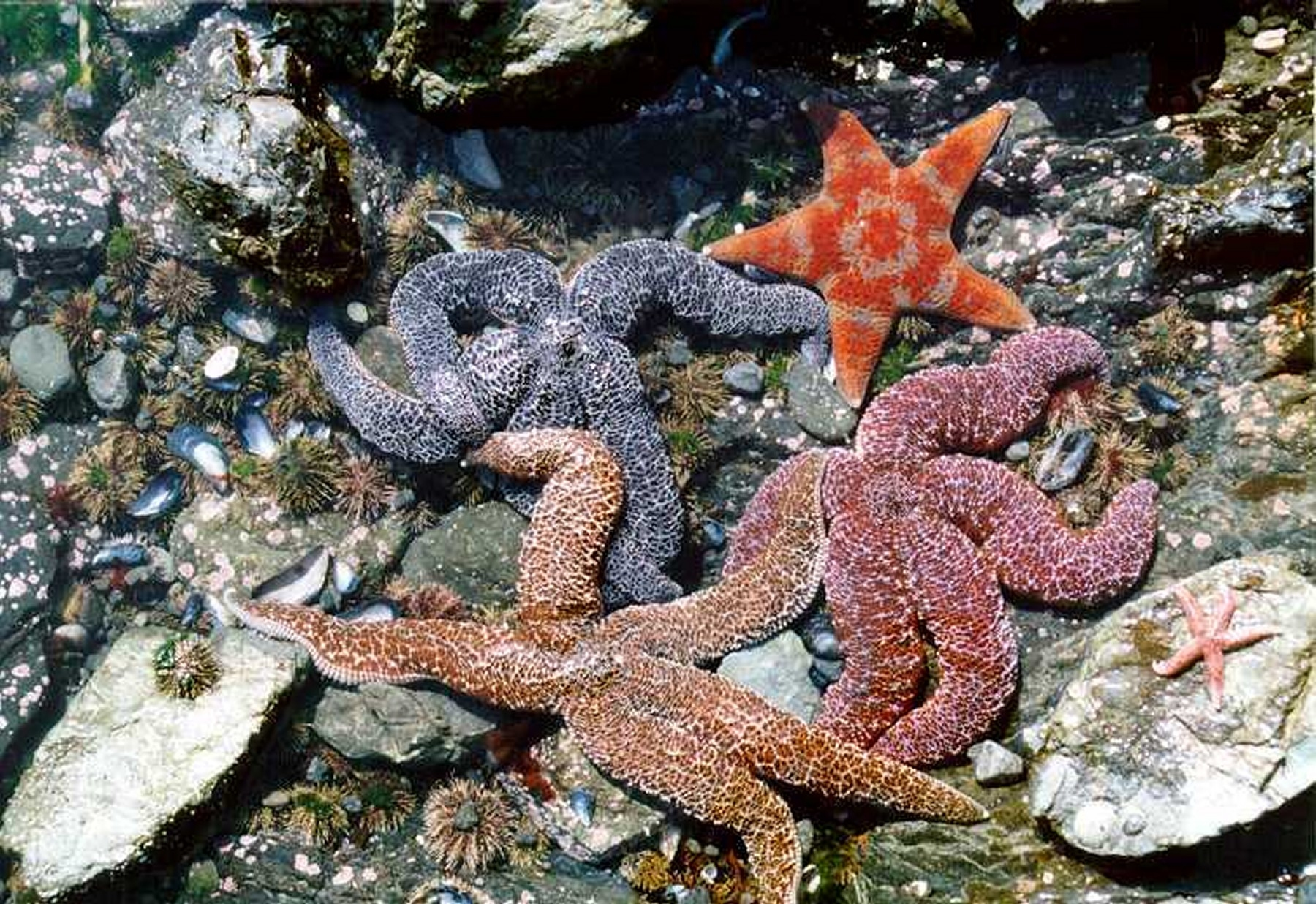
Échinodermes.
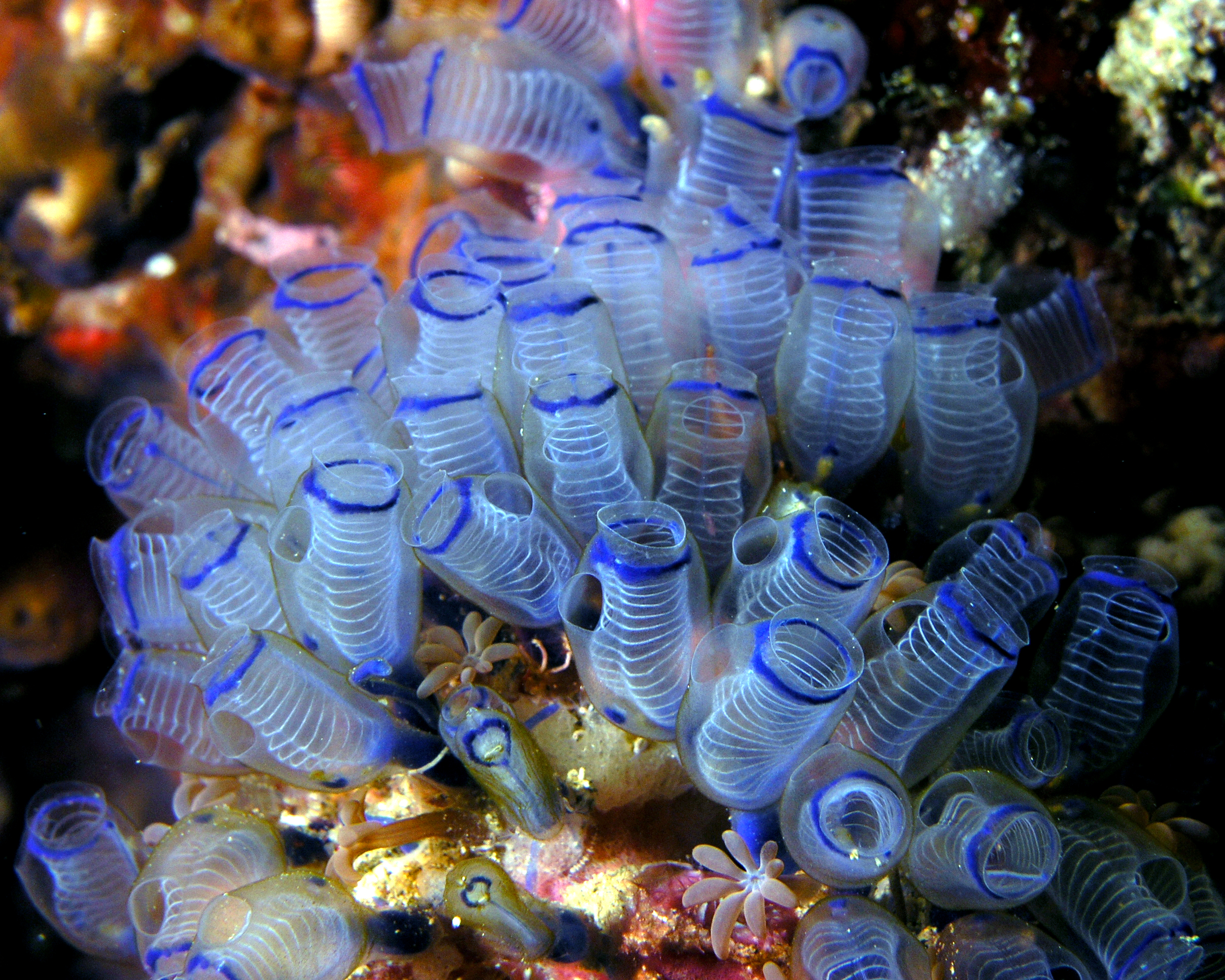
Tuniciers.
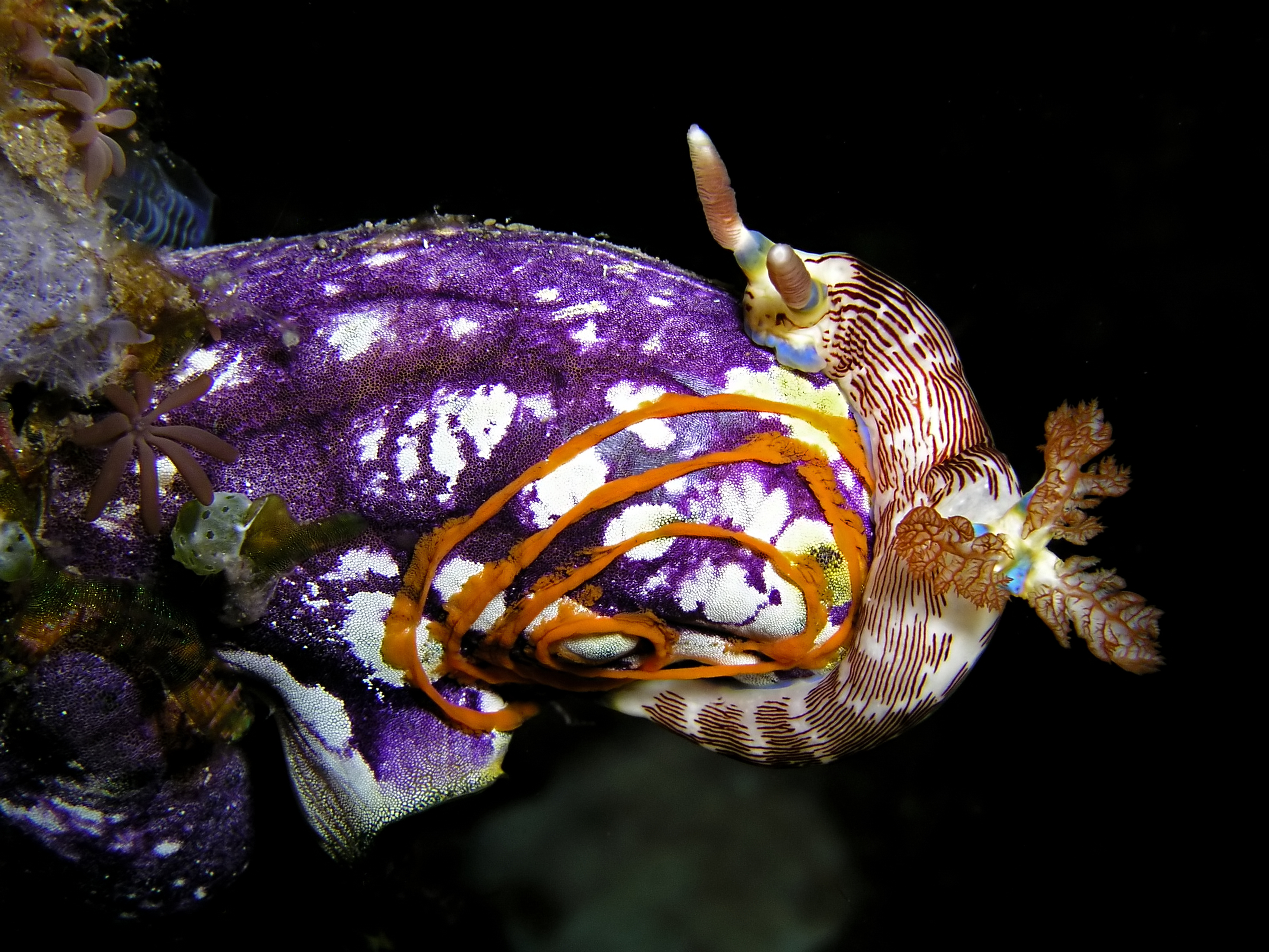
Ponte spiralée de nudibranche déposée sur un tunicier.

### Méiobenthos
Le méiobenthos comprend de petits organismes de moins d'un millimètre mais plus grand que 0,1 mm de long. Ce sont par exemple des nématodes, foraminifères, tardigrades, gastrotriches et de petits crustacés tels que des copépodes et ostracodes.

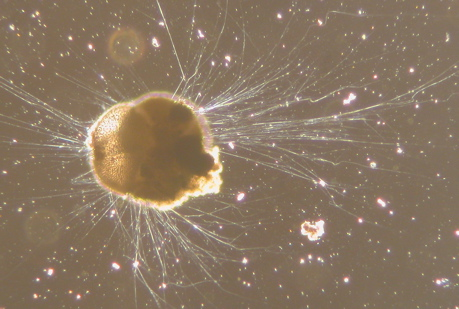
Foraminifère Ammonia tepida (Rotaliida).
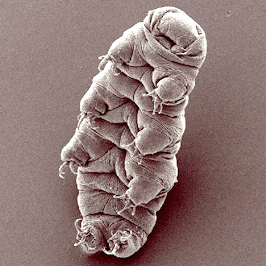
Tardigrade Hypsibius dujardini.
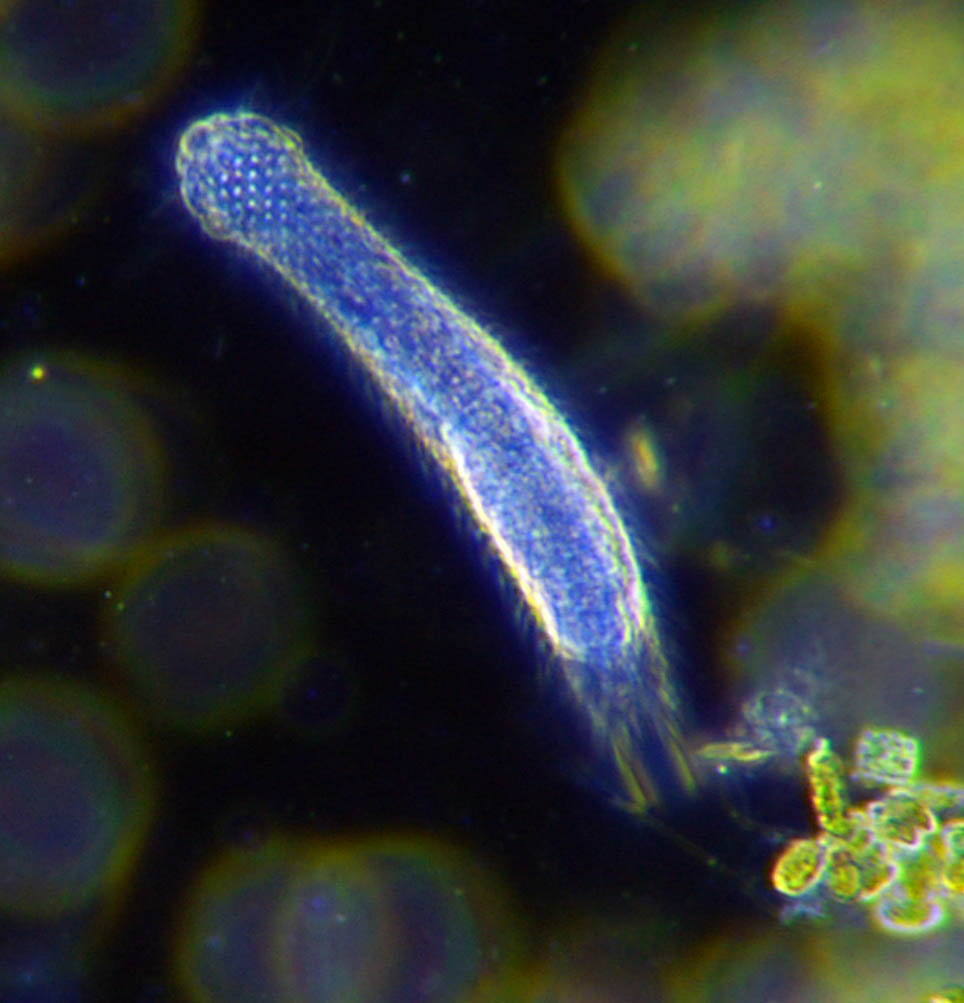
Gastrotriche.
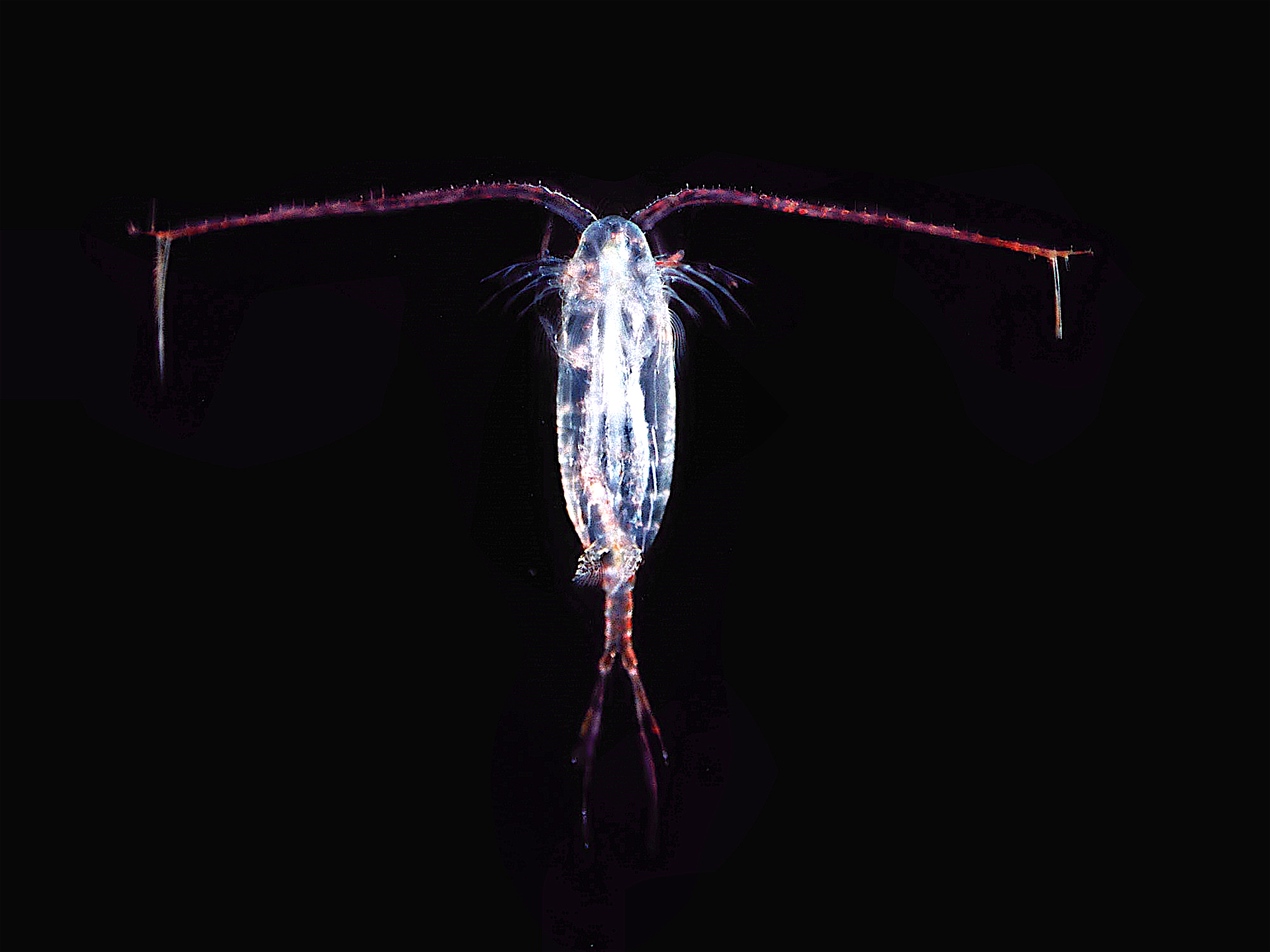
Copépode.

### Microbenthos
Le Microbenthos comprend les animaux benthiques microscopiques (d'une taille comprise entre 0,1 mm et celle des plus petites bactéries. 
Ce sont des bactéries, diatomées, ciliés, amibes et des flagellés. Le microphytobenthos en est la partie constituée de microalgues benthiques.

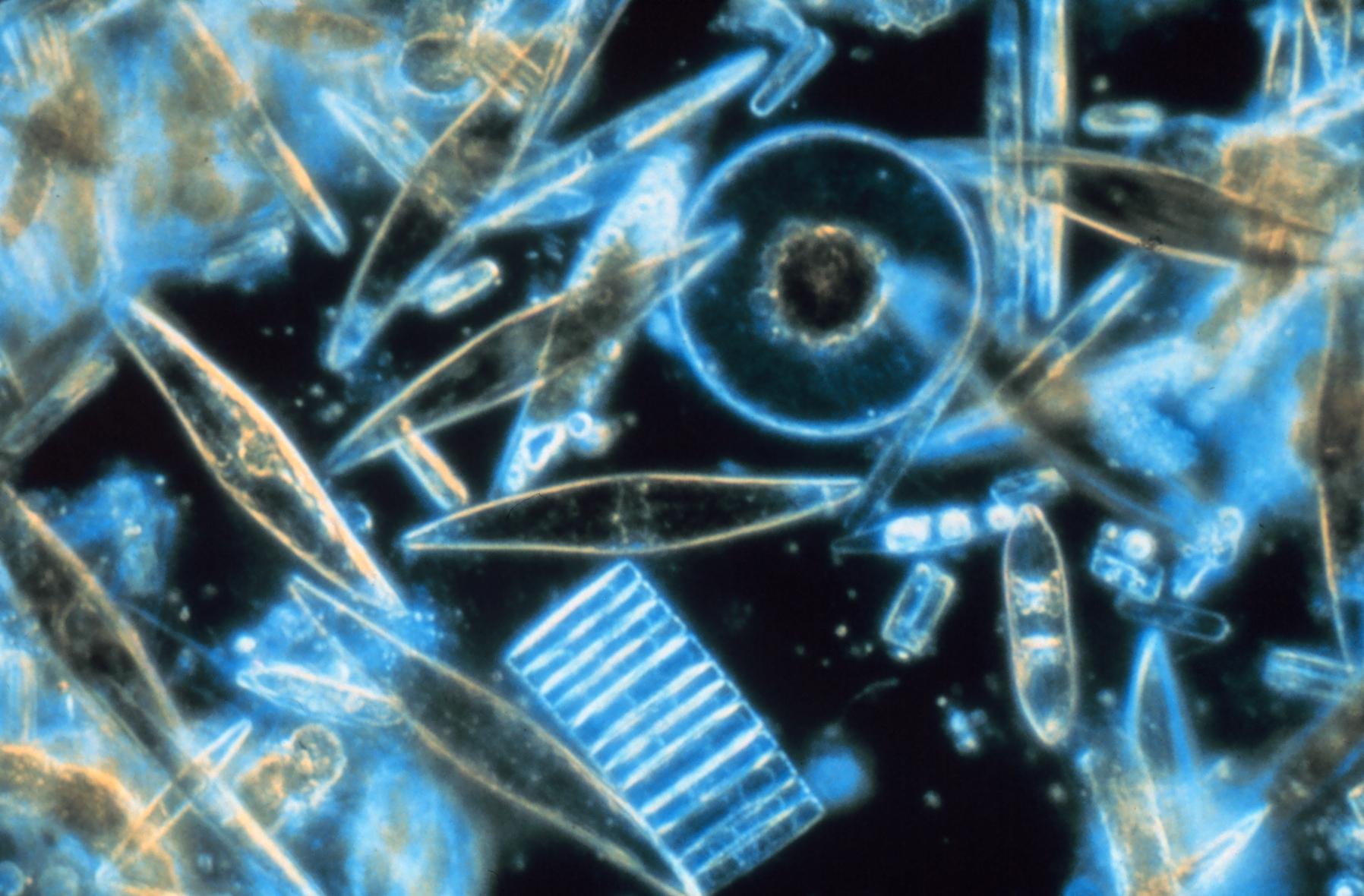
Diatomées marines.
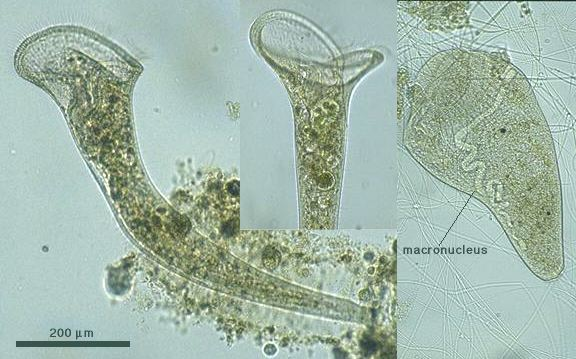
Cilié : stentor roeseli.
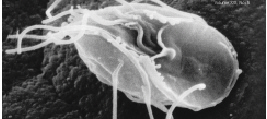
Flagellé.

## Dégradation des fonds marins
Fortement convoitées, la faune et la flore benthiques sont soumises à de multiples pressions anthropiques. Selon le Programme des Nations unies pour l'environnement (PNUE), 80 % des pollutions marines sont d'origine terrestre et anthropique. Ces perturbations directes ou indirectes sont générées par les activités humaines, soit physiquement (effets du chalutage de fond, parfois comparés aux coupes rases en exploitation forestière, dragage pour l'extraction de granulats, aquaculture, etc.), soit résultant de pollutions chroniques (rejets urbains, agricoles (en) et industriels) ou d'apports accidentels (pollutions pétrolières, introduction d'espèces envahissantes). Le chalutage profond détruit également une partie de la faune benthique, très lente à se reconstituer.
De plus, beaucoup d'organismes benthiques ont des larves qui sont planctoniques et qui pourraient être négativement affectées par l'acidification des océans, à des seuils de teneur en CO2 déjà atteints ou qui pourraient bientôt l'être.